# ويليام الكسندر سميث
ويليام الكسندر سميث (19 يوليو 1904 بجوهانسبرغ في جنوب أفريقيا - 20 ديسمبر 1955 بجوهانسبرغ في جنوب أفريقيا) (بالإنجليزية: William Smith)‏ هو ملاكم جنوب أفريقي، صنّف ضمن فئة وزن البانتام ‏. شارك في الملاكمة في الألعاب الأولمبية الصيفية 1924 – وزن البانتام والألعاب الأولمبية الصيفية 1924.

## وصلات خارجية
- ويليام الكسندر سميث على موقع بوكس ريك (الإنجليزية) (registration required)
- ويليام الكسندر سميث على موقع أوليمبيديا (الإنجليزية)